# Тоннинг, Петер
Петер Тоннинг (дат. Peter Thonning; 1775—1848) — датский ботаник.

## Биография
Петер Тоннинг родился 9 октября 1775 года в Копенгагене в семье врача Расмуса Андерсена Тоннинга и Доротеа Спендруп. В 1794 году поступил в Копенгагенский университет, где учился медицине и ботанике у профессора Мартина Валя. В 1799 году отправился в Датскую Гвинею для изучения местной флоры и возможностей выращивания тропических растений на датской территории. В 1803 году Петер вернулся в Данию, он привёз с собой богатую коллекцию растений из почти неизученного района Африки. Однако все образцы, за исключением переданных М. Валю и Х. Ф. Шумахеру были уничтожены во время бомбардировки Копенгагена англичанами в 1807 году. Шумахер затем издал несколько статей с описаниями растений по образцам Тоннинга. Затем Тоннинг преподавал биологию принцу Фредерику. В 1829 году Петер был избран членом администрации Королевского музея естествознания. 29 января 1848 года Петер Тоннинг скончался.

## Некоторые научные работы
- Schumacher, C.F.; Thonning, P. (1827) Beskrivelse af Guineeiske Planter.

## Роды, названные в честь П. Тоннинга
- Thonningia Vahl, 1810